# Route nationale 169
Die N169 war eine französische Nationalstraße, die 1824 in zwei Teilen zwischen Roscoff und Hennebont festgelegt wurde. Sie geht auf die Route impériale 189 zurück. Ihre Gesamtlänge betrug 126 Kilometer. Südlich von Carhaix-Plouguer umläuft sie weitestgehend die Orte auf nach und nach erstellten Umgehungsstraßen, die teilweise als Schnellstraße ausgeführt ist.